# Hamdou Elhouni
Hamdou Mohamed Elhouni (en árabe: حمدو محمد الهوني‎, n. Trípoli, 2 de febrero de 1994) es un futbolista profesional libio que juega con el club Al-Ahly Trípoli y con la selección libia como centrocampista.
Anteriormente jugaba para los clubes de la Primeira Liga tales como Vitória Setúbal, Santa Clara, Benfica, Chaves y C. D. Aves.

## Clubes
| Club                  | País      | Año       |
| --------------------- | --------- | --------- |
| Al-Ahli S. C.         | Libia     | 2013-2015 |
| Vitória Setúbal       | Portugal  | 2015      |
| C. D. Santa Clara     | Portugal  | 2016      |
| S. L. Benfica "B"     | Portugal  | 2016-2018 |
| G. D. Chaves (cedido) | Portugal  | 2016-2018 |
| C. D. Aves            | Portugal  | 2018-2019 |
| Espérance Sportive    | Túnez     | 2019-2023 |
| Wydad Casablanca      | Marruecos | 2023-2024 |
| Al-Ahli S. C.         | Libia     | 2024-     |

### Tripletes
| Partidos en los que anotó tres o más goles | Partidos en los que anotó tres o más goles | Partidos en los que anotó tres o más goles | Partidos en los que anotó tres o más goles | Partidos en los que anotó tres o más goles | Partidos en los que anotó tres o más goles | Partidos en los que anotó tres o más goles | Partidos en los que anotó tres o más goles |
| #                                          | Fecha                                      | Lugar                                      | Equipo                                     | Rival                                      | Goles                                      | Resultado                                  | Competición                                |
| ------------------------------------------ | ------------------------------------------ | ------------------------------------------ | ------------------------------------------ | ------------------------------------------ | ------------------------------------------ | ------------------------------------------ | ------------------------------------------ |
| 1                                          | 17 de diciembre de 2019                    | Estadio Internacional Khalifa, Doha        | Espérance de Tunis                         | Al-Sadd S. C.                              | Gol · Gol · Gol                            | 2 - 6                                      | Mundial de Clubes 2019                     |

## Carrera internacional

### Goles internacionales
Las puntuaciones y los resultados listan primero los goles de Libia.
| Núm | Fecha                   | Lugar                                      | Rival      | Puntuación | Resultado | Competencia                                             |
| --- | ----------------------- | ------------------------------------------ | ---------- | ---------- | --------- | ------------------------------------------------------- |
| 1.  | 9 de junio de 2017      | Estadio Petro Sport, Nuevo Cairo, Egipto   | Seychelles | 3–0        | 5–1       | Clasificación para la Copa Africana de Naciones 2019    |
| 2.  | 4 de septiembre de 2017 | Stade Mustapha Ben Jannet, Monastir, Túnez | Guinea     | 1–0        | 1–0       | Clasificación para la Copa Mundial de Fútbol de 2018    |
| 3.  | 17 de noviembre de 2018 | Stade Linité, Victoria, Seychelles         | Seychelles | 8–1        | 8–1       | Copa Africana de Naciones 2019                          |
| 4.  | 15 de noviembre de 2019 | Stade Olympique de Radès, Radès, Túnez     | Túnez      | 1–2        | 1–4       | Clasificación para la Copa Africana de Naciones de 2021 |